# Medina fumipennis
Medina fumipennis là một loài ruồi trong họ Tachinidae.